# Joseph Malet
Pour les articles homonymes, voir Malet.
Joseph Malet est un sculpteur français né le 24 janvier 1873 à Millau et mort le 18 juillet 1946 à Malakoff.

## Biographie
Joseph Malet naît le 24 janvier 1873 à Millau, fils de Frédéric Bernard Malet, employé de la Compagnie des chemins de fer du Midi et de Mathilde Rose Durand, sans profession.
Il est élève des sculpteurs Alexandre Falguière, Antonin Mercié et Laurent Marqueste aux Beaux-Arts de Paris.
Il expose au Salon des artistes français à Paris, recevant une mention honorable en 1900 et des médailles en 1905 et 1922.
Il réalise un grand nombre de monuments aux morts de la Première Guerre mondiale, des bustes et statues installés dans des lieux publics, ainsi que des petits sujets en bronze.
Joseph Malet meurt le 18 juillet 1946 dans son domicile du 31, rue Gambetta à Malakoff.
Il est enterré au cimetière vieux de Béziers, dans le caveau familial dont il a réalisé le monument funéraire.

## Œuvres dans les collections publiques
- Arvieu : Monument aux morts de la guerre de 1914-1918 et de 1939-1945[4].
- Auzits : Monument aux morts de la guerre de 1914-1918 et de 1939-1945[5].
- Bédarieux :
  - Monument aux morts de la guerre de 1914-1918, 1923, bas-relief en pierre[6],[7] ;
  - Monument à Noémie Berthomieu, 1936, buste en pierre[8].
- Bertholène : Monument aux morts de la guerre de 1914-1918 et de 1939-1945[9].
- Béziers, cimetière vieux : Monument funéraire de la famille Malet, 1914, pierre[3].
- Carlat : Monument aux morts de la guerre de 1914-1918[10].
- Cassagnes-Bégonhès : Monument aux morts de la guerre de 1914-1918, de 1939-1945 et de la guerre d'Algérie[11].
- Marcillac-Vallon : Monument aux morts de la guerre de 1914-1918.[12],[13].
- Millau :
  - parc de la Victoire :
    - Monument à Léopold Constans, 1909, buste en bronze[14],[15] ;
    - Monument à André Balitrand, 1933, buste en marbre de Carrare[16] ;

  - école primaire Jean-Henri Fabre : Jean-Henri Fabre, 1926, statue en plâtre ;
  - église Saint-François, tympan : saint François d’Assise recevant les stigmates, 1928 ;
  - square André Malraux : Monument à Claude Peyrot, 1909, buste en bronze[17],[18].
- Mostuéjouls : Monument à Édouard-Alfred Martel et à Louis Armand, 1927, buste en bronze[19],[20],[21],[22]. Portrait en haut-relief d’Armand en buste tenant une lampe de spéléologue de la main droite et de la main gauche un barreau d’échelle de corde fixée à un pieu et dont la corde retombe au bas de la plaque de dédicace, inauguré le 29 mai 1927.
- Moyrazès : Monument aux morts de la guerre de 1914-1918, de 1939-1945, de la guerre d'Indochine et de la guerre d'Algérie[23].
- Nasbinals :
  - Monument à Pierrounet, buste en bronze[24]. Pierre Brioude, dit Pierrounet[25], né en 1832 et mort en 1907, berger célèbre pour ses pouvoirs de guérisseur ;
  - Monument aux morts de la guerre de 1914-1918, 1922, avec la statue du Salut au héros[26].
- Privas : Monument aux Mobiles de l'Ardèche, édifié en 1909[27].
- Recoules-Prévinquières : Monument à Victorin Mas, buste[28].
- Rodez, musée Denys-Puech : Il passe ; Le Temps, 1904, groupe en plâtre[29].
- Saint-Hippolyte : Monument aux morts de la guerre de 1914-1918, de 1939-1945 et de la guerre d'Algérie[30].
- Saint-Léons : Monument à Jean-Henri Fabre, 1924, statue en bronze[31].
- Villefranche-de-Rouergue : Monument aux morts de la guerre de 1914-1918, 1925[32].

Œuvres de Joseph Malet
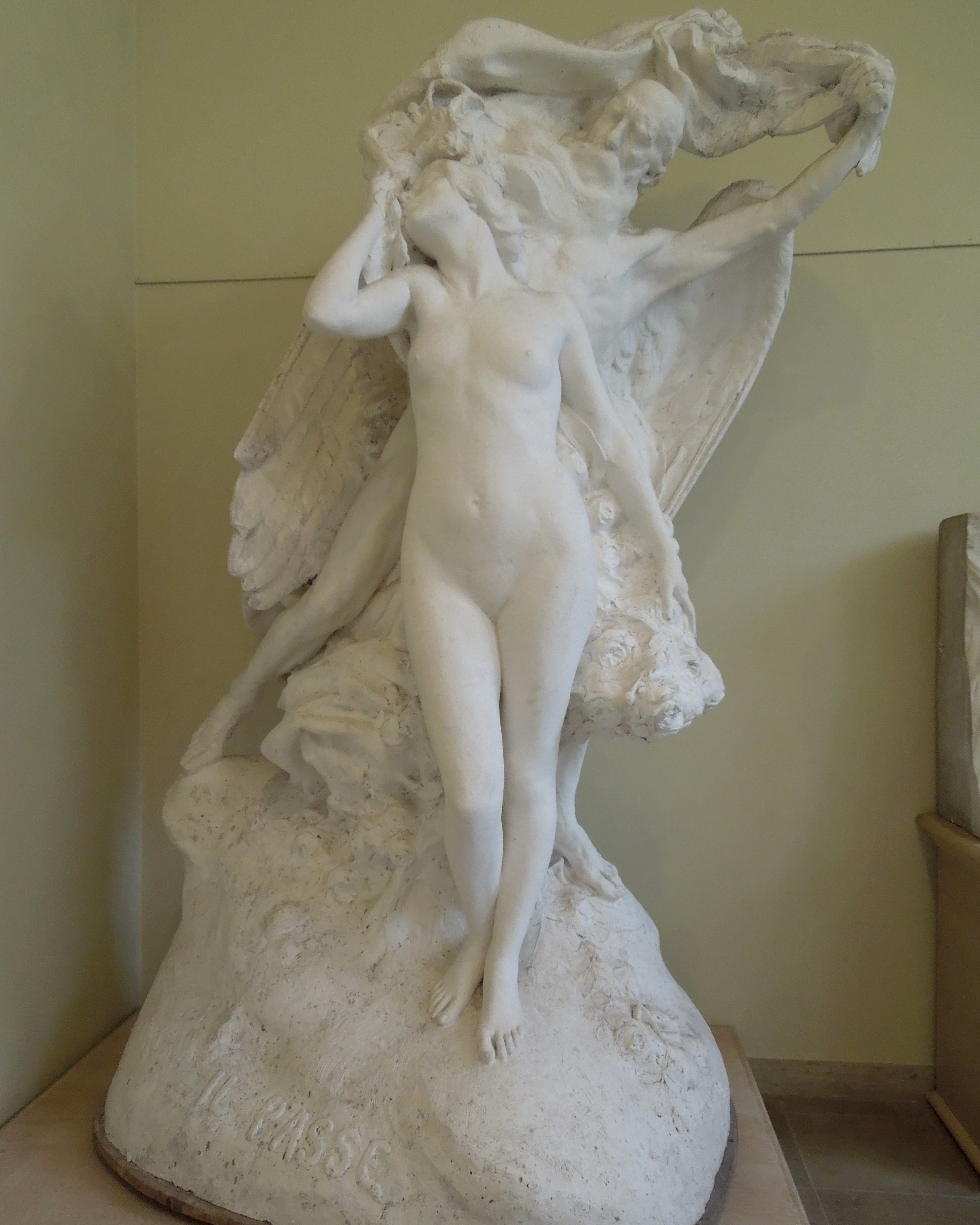
Il passe ; Le Temps (1904), Rodez, musée des Beaux-Arts Denys-Puech.
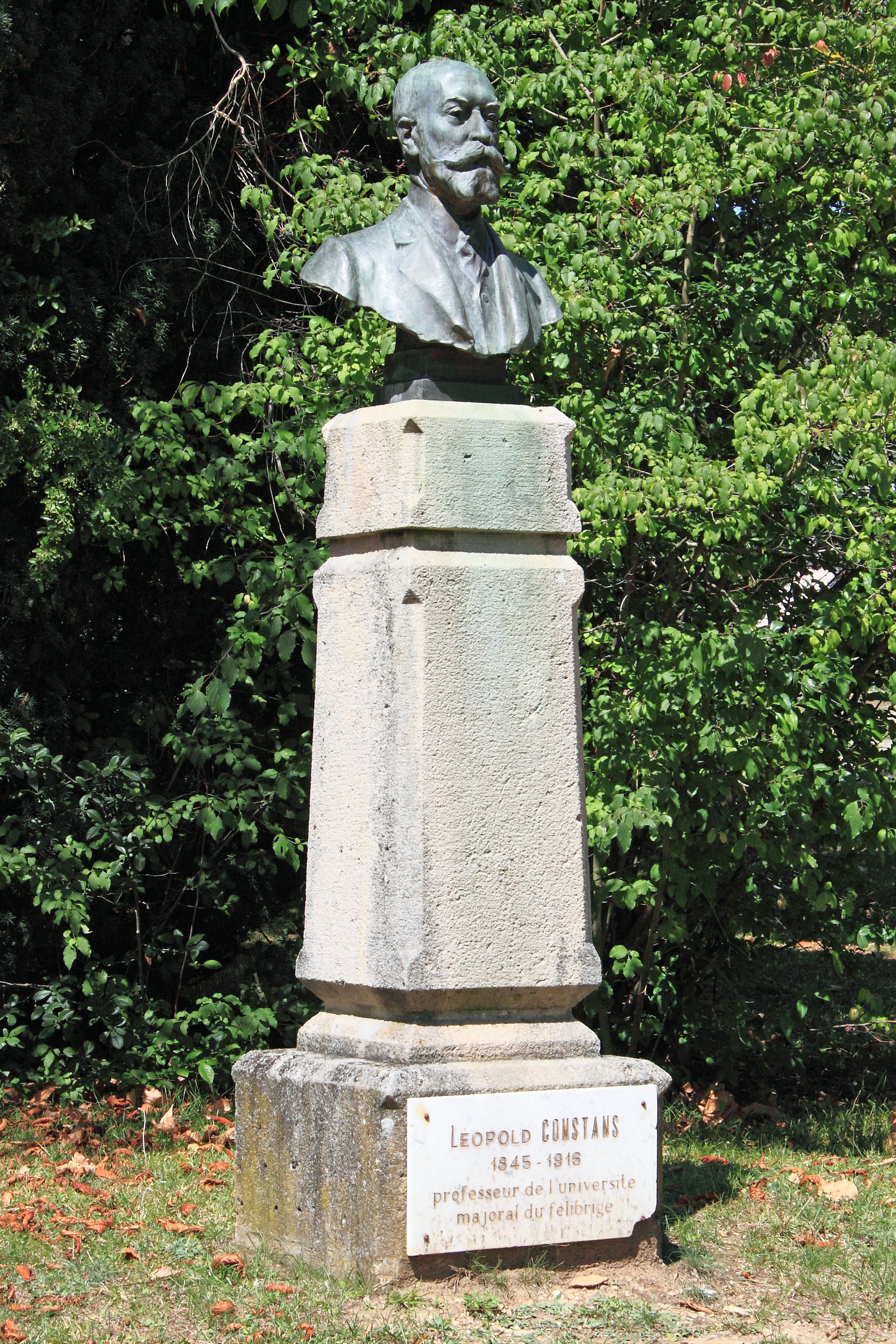
Monument à Léopold Constans (1909), Millau.
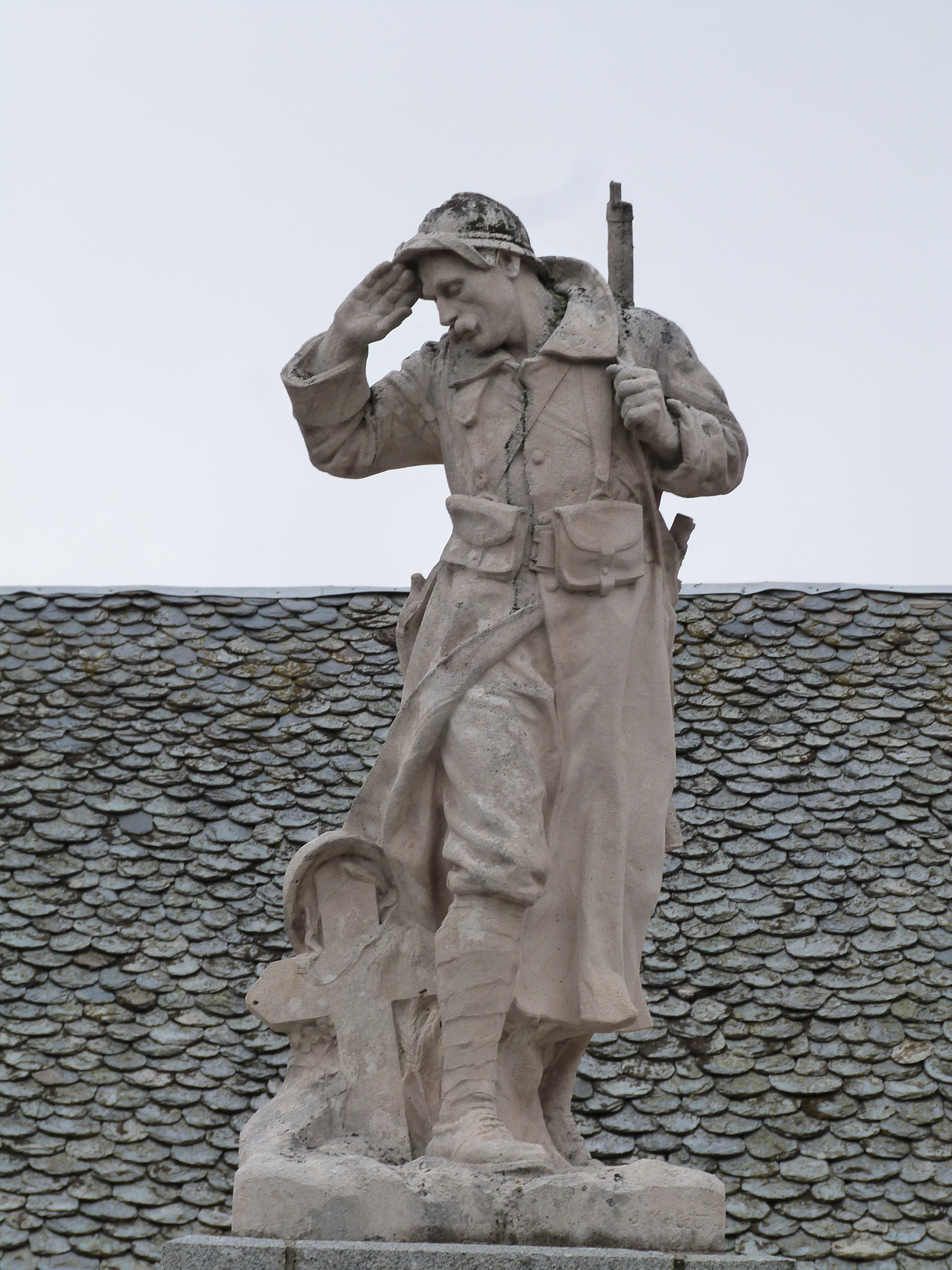
Le Salut au héros (1922), Nasbinals.
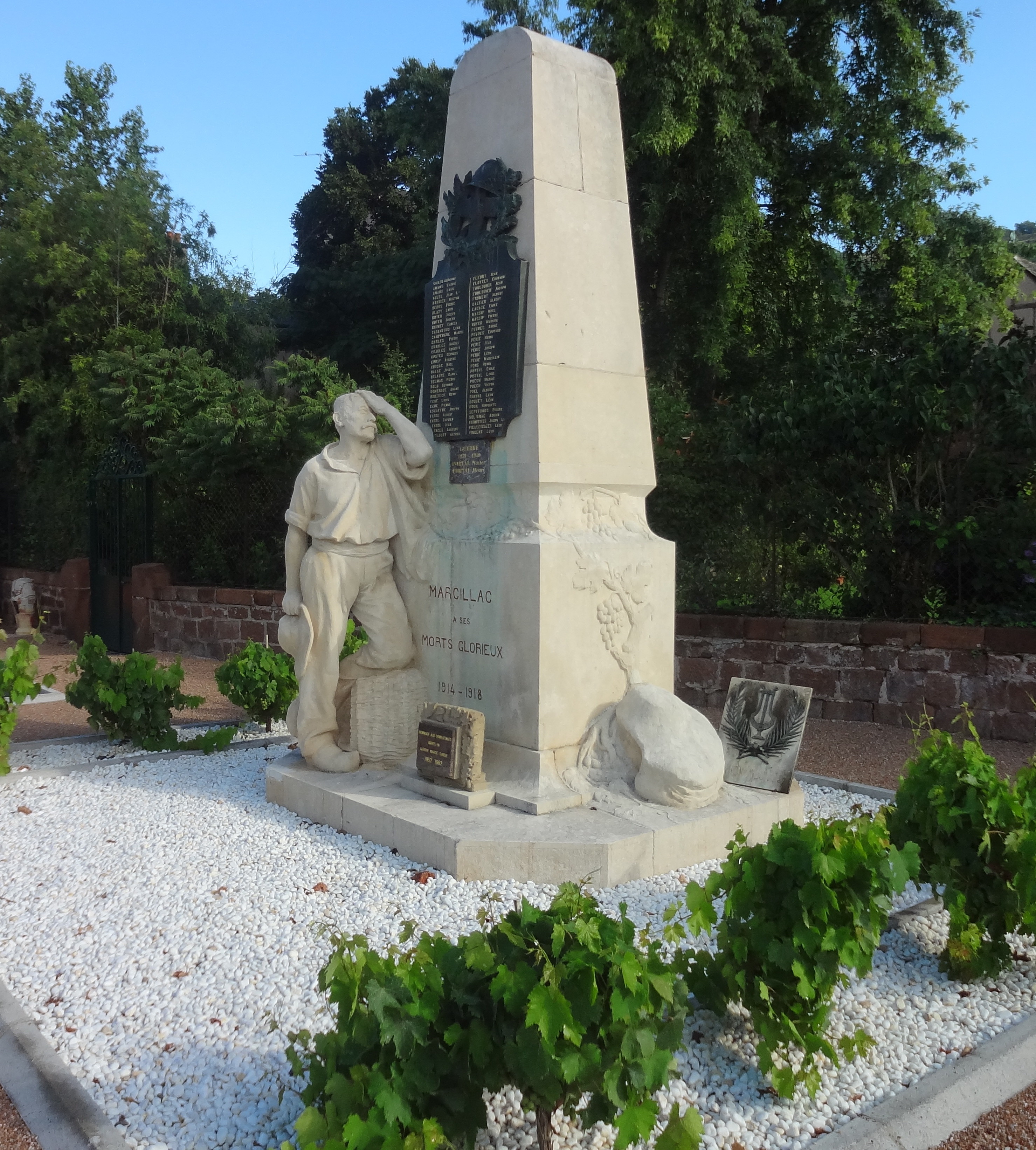
Monument aux morts de la guerre de 1914-1918 (1923), Marcillac-Vallon.
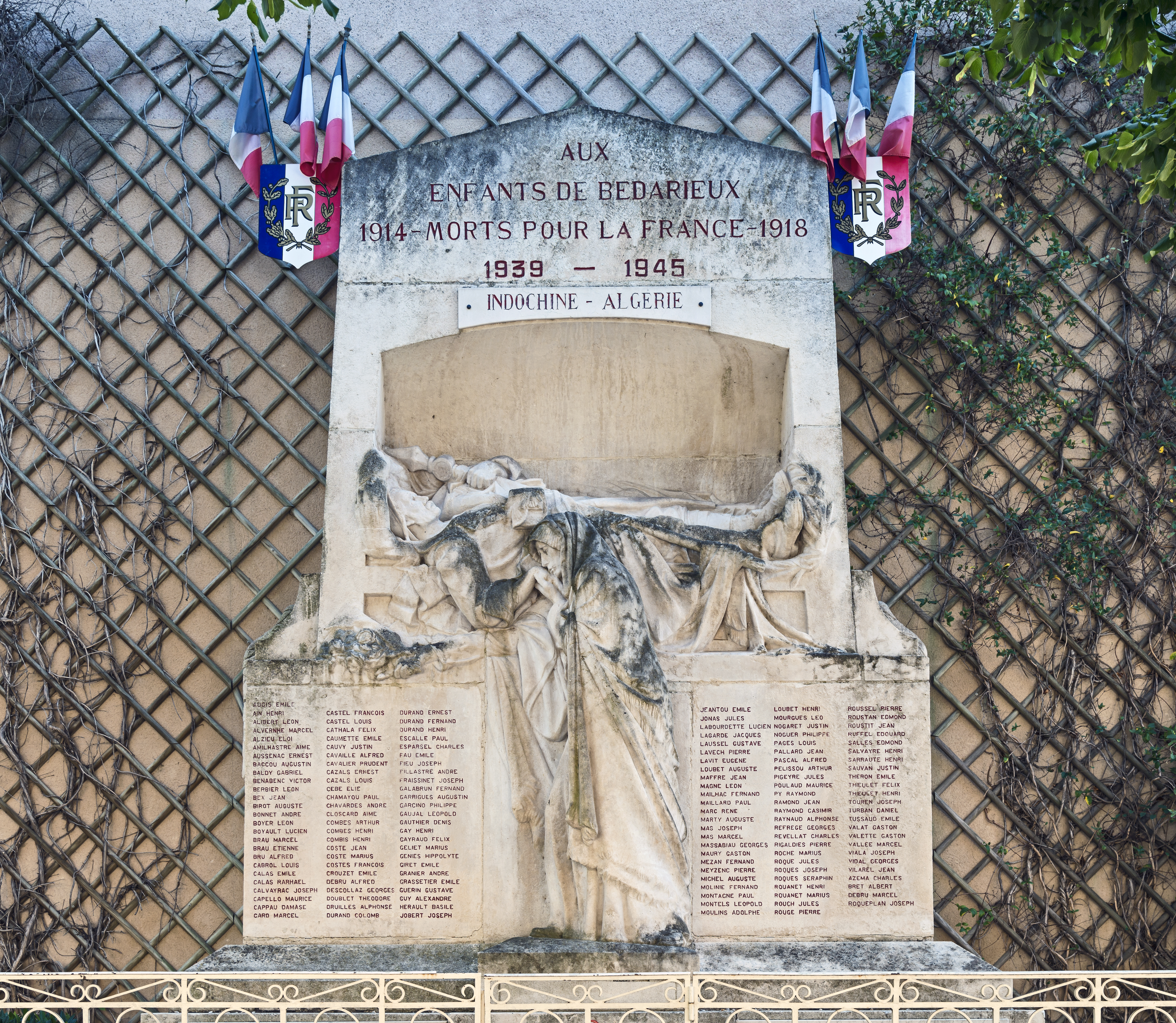
Monument aux morts (1923), Bédarieux.
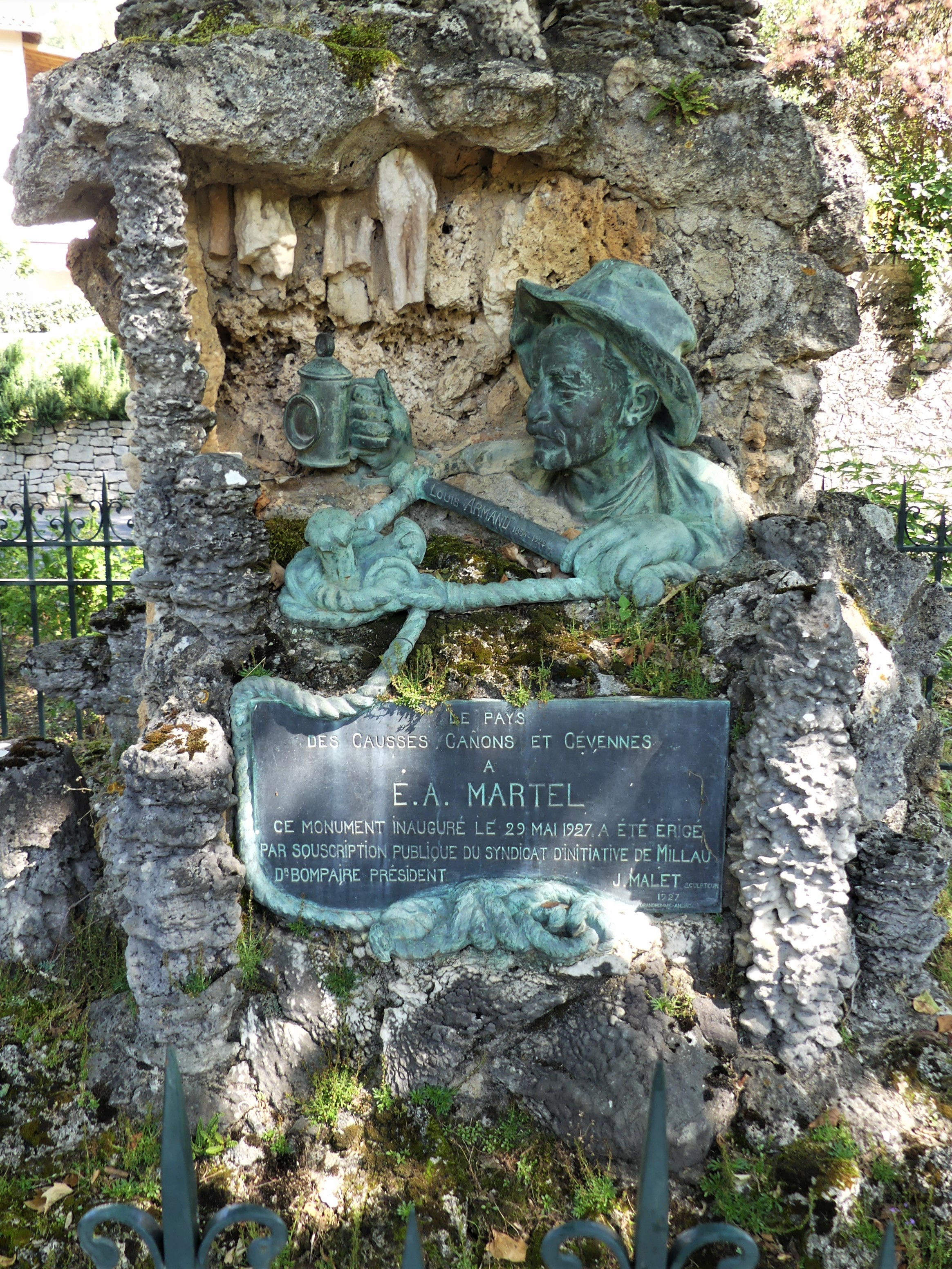
Monument à Edouard-Alfred Martel et à Louis Armand (1927), Mostuéjouls.
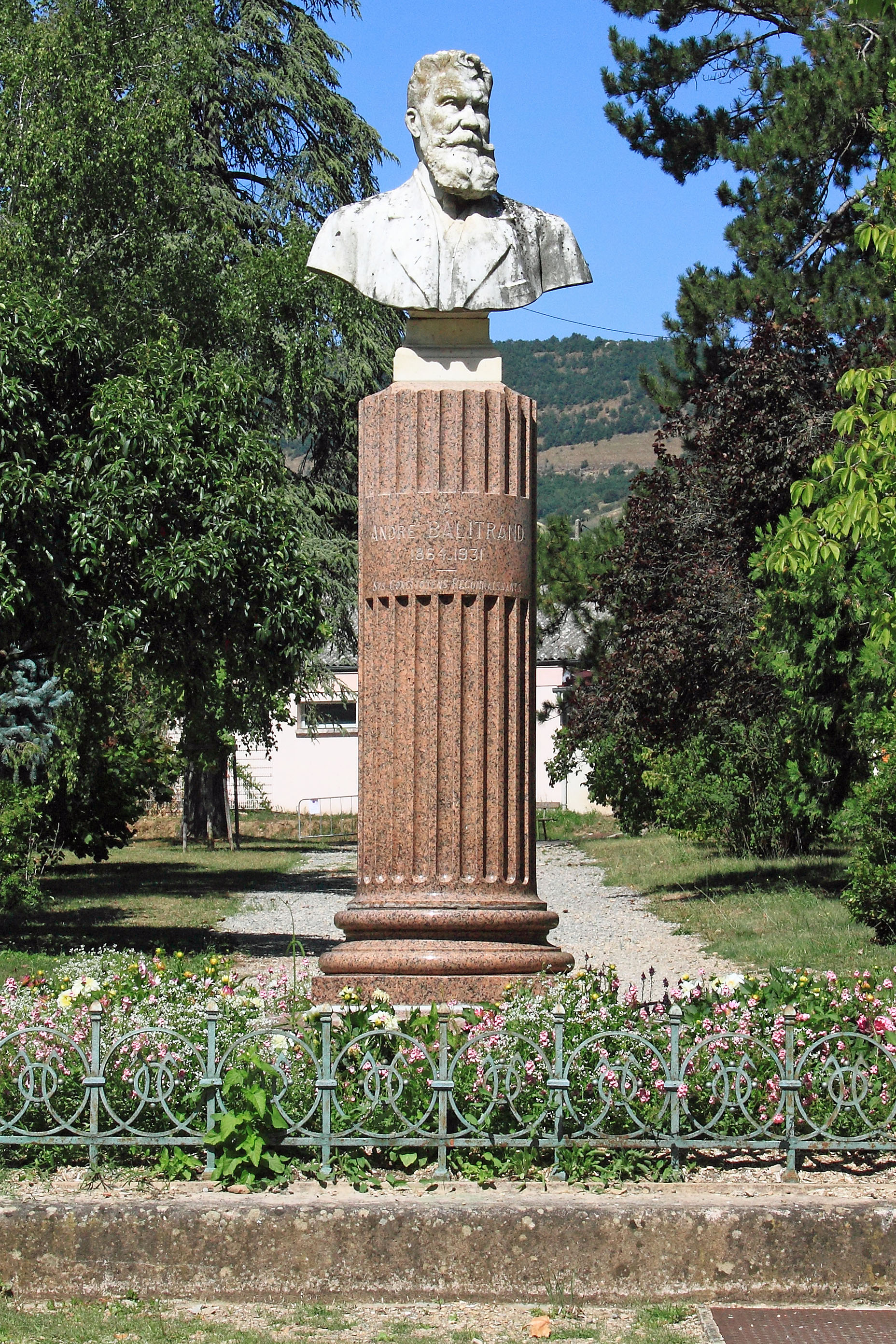
Monument à André Balitrand (1933), Millau.
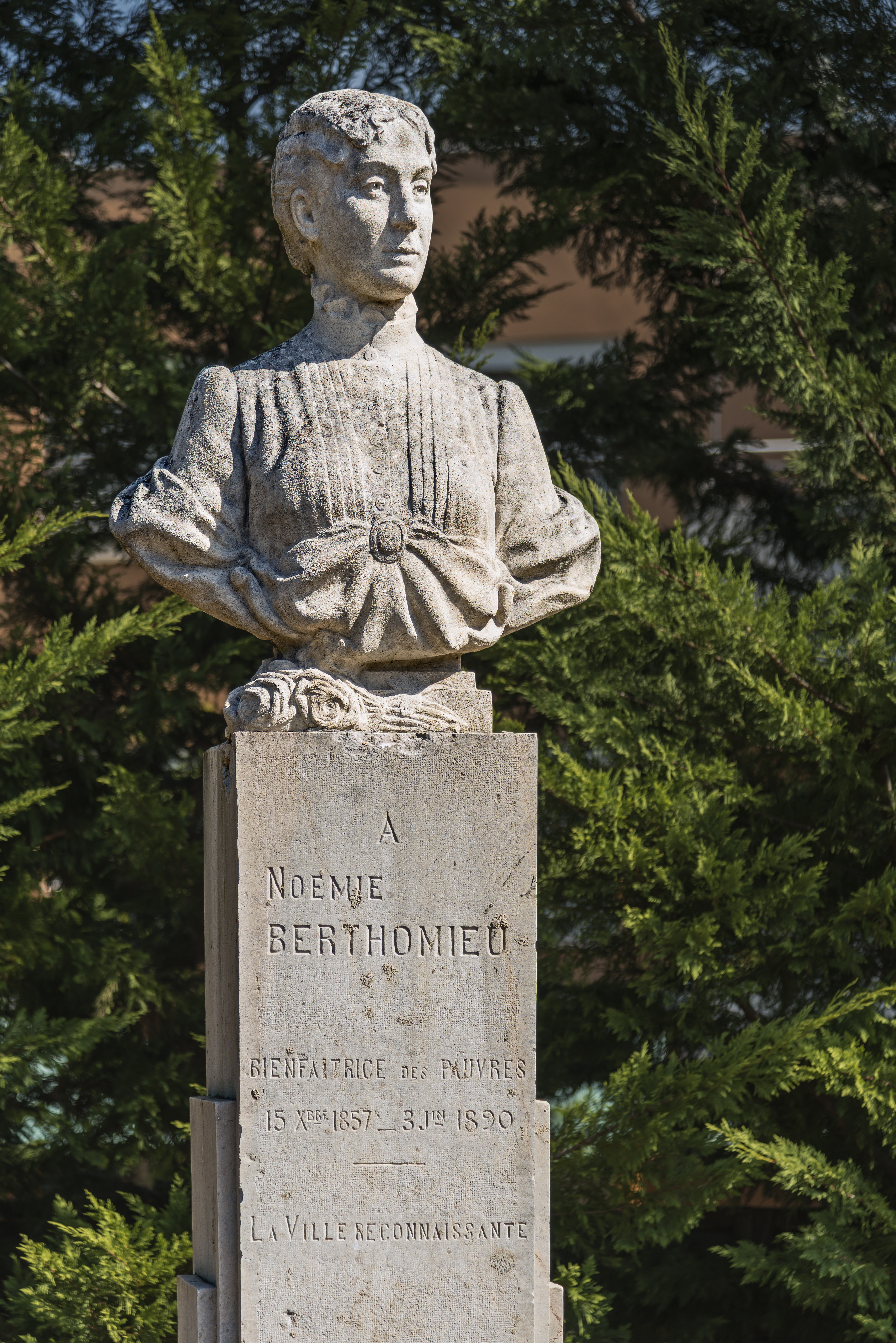
Monument à Noémie Berthomieu (1936), hôpital de Bédarieux.

## Récompenses et distinctions
- 1900 : Salon des artistes français, section de sculpture, mention honorable[33].
- 1905 : Salon des artistes français, section de sculpture, troisième médaille[34].
- 1910 : lauréat du prix Cabrol décerné par la Société des lettres, sciences et arts de l'Aveyron[35].
- 1922 : Salon des artistes français, médaille.

## Hommages
Une impasse à Millau porte son nom.